# Cantone di Saint-Georges-du-Vièvre
Il Cantone di Saint-Georges-du-Vièvre era una divisione amministrativa dell'arrondissement di Bernay.
A seguito della riforma approvata con decreto del 25 febbraio 2014, che ha avuto attuazione dopo le elezioni dipartimentali del 2015, è stato soppresso.

## Composizione
Comprendeva i comuni di
- Épreville-en-Lieuvin
- Lieurey
- Noards
- La Noë-Poulain
- La Poterie-Mathieu
- Saint-Benoît-des-Ombres
- Saint-Christophe-sur-Condé
- Saint-Étienne-l'Allier
- Saint-Georges-du-Mesnil
- Saint-Georges-du-Vièvre
- Saint-Grégoire-du-Vièvre
- Saint-Jean-de-la-Léqueraye
- Saint-Martin-Saint-Firmin
- Saint-Pierre-des-Ifs